# Gunung Aluemancang
Gunung Aluemancang är ett berg i Indonesien.   Det ligger i provinsen Aceh, i den västra delen av landet, 1 700 km nordväst om huvudstaden Jakarta. Toppen på Gunung Aluemancang är 394 meter över havet, eller 152 meter över den omgivande terrängen. Bredden vid basen är 2,2 km.
Terrängen runt Gunung Aluemancang är kuperad norrut, men söderut är den platt.Runt Gunung Aluemancang är det glesbefolkat, med 15 invånare per kvadratkilometer. I omgivningarna runt Gunung Aluemancang växer i huvudsak städsegrön lövskog.